# Крістіан Піччоліні
Крістіан Марко Піччоліні (англ. Christian Piccolino; нар. 3 листопада 1973, Блу-Айленд) — американський письменник, міжнародний спікер, колишній неонацистський панк-рок-музикант, а також засновник проєкту «Вільні радикали» (англ. Free Radicals) — міжнародної групи людей, які займаються питанням запобігання екстремізму та допомагають іншим людям відлучатися від рухів ненависті та інших жорстоких ідеологій. Він також автор мемуару «Романтичне насильство: спогади американського скінхеда», в якому детально йдеться про його роки як лідера руху «Біла сила» в США. Оновлена версія цієї історії була опублікована у 2017 році під назвою «Біла американська молодь: моє падіння» в найбільш жорстокий рух ненависті в Америці — і як я з нього вийшов».

## Дитинство та освіта
Піччоліні народився і виріс на Блу-Айленді, штат Іллінойс, у сім'ї італійських іммігрантів. Його батько був власником перукарні, а мати — власницею ресторану. У 14-річному віці у 1987 році засновник групи Кларк Мартелл запропонував Піччоліні приєднатися до Чикаго Скінгхедів (CASH). Через два роки, після того, як колишній лідер Мартел вдруге потрапив до в'язниці, Піччоліні став новим керівником групи у віці 16 років. Одним із рішень молодого лідера стало підтримання співпраці між КАШ та Хаммеркінсом, більш жорстокою та добре організованою новою організацією скінхедів перевага білих.
Він продовжить очолювати білий неонацистський панк-гурт «White American Youth» (WAY), а також ненависний рок-гурт під назвою «Final Solution». Він підтримає рішення про перший виступ американського скінхед гурту в Європі. Концерт відбувся в колишньому соборі у Веймарі, Німеччина, на ньому були присутні більш ніж 4000 людей, а участь брали декілька інших неонацистських панк-рок гуртів. У 1994 році Піччоліні відкрив власний музичний магазин «Chaos Records», де часто продавав записи музики білої влади. Він офіційно відмовився від будь-яких зв'язків з американським неонацистським рухом у 1996 році у 22-річному віці.
Пізніше Піччоліні навчався в Університеті Де Поля, здобувши ступінь з міжнародного бізнесу та міжнародних відносин.

## Кар'єра
Після виходу з руху білої сили Піччоліні заснував іншу, не расистську панк-рок-групу «Random55». У середині 1990-х гурт досить чато гастролював разом з Джоан Джетт У 1999 році Піччоліні почав працювати в IBM. Пізніше він все ж таки покинув МБМ, з метою запустити власний звукозапис «Sinister Muse». «Sinister Muse» є частиною ширшої розважальної фірми «Goldmill Group». Піччоліні також керував Flatfoot 56, кельтською панк-групою з Чикаго та The Briggs, панк в Лос-Анджелесі .
Після закінчення Університету Де Поля, Піччоліні вирішив присвятити час написанню своїх особистих спогадів про свій власний досвід молодості, причетного до раннього американського руху скінхедів білої влади. У 2010 році він разом з колишнім неонацистом Арно Майкелісом успішно заснували та запустили консультативну групу «Мир після ненависті», консультаційна, мирна група з пропагандою миру та боротьбою з екстремізмом. Того ж року він зайняв посаду виконавчого продюсера та генерального директора JBTV, телевізійної програми з музичною тематикою та розважальної медіа-мережі, що знаходиться в Чикаго. Піччоліні відповідав за зміну базового формату шоу, забезпечення національної угоди з розповсюдженням з NBC та отримання кількох номінацій регіональної премії Еммі. Він працював на шоу до 2012 року.
У 2011 році Піччоліні виступив на саміті проти насильницького екстремізму (SAVE) у Дубліні, Ірландія, який був організований Google Ideas та кінофестивалем «Tribeca». Також у 2011 році Піччоліні займав посаду виконавчого продюсера та кінорежисера для DVD перевидання Smashing Pumpkins «Gish» та «Siamese Dream». Він також був продюсером музичного кліпу «The Frantic» для «Blackout Brigade» а згодом — продюсером музичного кліпу «Dead Town Revival's» для «Johnny». Раніше Піччоліні вже був продюсером музичного кліпу «The Frantic» на «Audio & Murder» та музичного відео «The Rain» Dead Town Revival.
Піччоліні випустив «Романтичне насильство: спогади американського скінхеда» у квітні 2015 року. Протягом своєї кар'єри Піччоліні брав участь у різноманітних передачах на національному рівні як експерт з питань рухів скінхедів, коментуючи проблеми, пов'язані з крайнім правим рухом, екстремізмом неонацизму. Він з'явився у випуску вечірніх новин CBS разом із Скоттом Пеллі та на шоу з Андерсоном Купером на 360 ° в ефірі CNN, де обговорював Чарлстонську стрілянину в церкві . Нещодавно він також з'явився в «Chicago Tonight» на WTTW, «Післяобідньому шоу» на WBEZ, MidMaint TV «NewsMax MidPoint» з Едом Берлінером, Аль-Джазірою, радіо WGN та «Шоу Адама Каролла». Він також був опублікований в інтернет-виданнях, таких як «Vice» та «The Blaze».
Піччоліні залишив організацію «Життя без ненависті» в серпні 2017 року, маючи намір дослідити міжнародні групи, які заохочують насильницьких екстремістів залишити своє життя повне ненависті та знайти кращу долю. Він продовжив створення проєкту «Вільні радикали», платформи глобального, міждисциплінарного екстремізму та запобігання насильству, інтервенції та практики роз'єднання. Оновлена версія його життєвої історії була опублікована 26 грудня 2017 року під назвою «Молодь Білої Америки: Моє падіння у найжорстокіший рух ненависті в Америці — і Як я з нього вийшов». Видавництво «Hachette Books» зробила його доступним як у м'якій обкладинці, електронній книзі та аудіокнизі.

## Нагороди та бібліографія
Будучи на посаді виконавчого продюсера JBTV Піччоліні приніс шоу п'ять номінацій на регіональну премію Еммі (три у 2010 році та дві у 2011 році). Шоу отримало технічну нагороду Еммі в 2010 році в номінації — графіка руху.
У 2016 році Піччоліні став номінантом та отримав регіональну премію Еммі за роль виконавчого продюсера та режисера платформи проти ненависті ExitUSA «Існує життя без ненависті».